# Cryptocarya boemiensis
Cryptocarya boemiensis är en lagerväxtart som beskrevs av Kanehira & Hiatusima. Cryptocarya boemiensis ingår i släktet Cryptocarya och familjen lagerväxter. Inga underarter finns listade i Catalogue of Life.